# Jezerišće
Jezerišće falu Horvátországban Krapina-Zagorje megyében. Közigazgatásilag Đurmanechez tartozik.

## Fekvése
Krapinától 7 km-re északnyugatra, községközpontjától 3 km-re nyugatra a Zagorje hegyei között, a szlovén határ közelében fekszik. Területének nagy részét erdő borítja.

## Története
1857-ben 103, 1910-ben 156 lakosa volt. Trianonig Varasd vármegye Krapinai járásához tartozott. 2001-ben a falunak 136 lakosa volt.

## Külső hivatkozások
Đurmanec község hivatalos oldala